# Furcifer monoceras
Furcifer monoceras este o specie de cameleoni din genul Furcifer, familia Chamaeleonidae, descrisă de Boettger 1913. Conform Catalogue of Life specia Furcifer monoceras nu are subspecii cunoscute.